# Летельер Льона, Альфонсо
Альфо́нсо Летелье́р Льо́на (исп. Alfonso Letelier Llona; 4 октября 1912, Сантьяго, Чили — 28 августа 1994, там же) — чилийский композитор и педагог. Член Академии изящных искусств Чилийского института.

## Биография
Родился в семье выходцев из Франции. Окончил Национальную консерваторию по классам фортепиано (у Рауля Ухеля) и композиции (у Педро Умберто Альенде). Совершенствовался в композиции у испанского композитора Конрадо дель Кампо. Получил также диплом агронома в Католическом университете Чили. В 1940 году вместе с Рене Аменгуалем, Хуаном Оррего Саласом и Еленой Вайс стал одним из основателей Школы современной музыки (Escuela Moderna Música y Danza), где в 1940—1953 годах был директором. С 1947 года одновременно — преподаватель композиции и гармонии в Национальной консерватории. В 1950—1956 годах — президент Национальной ассоциации композиторов. В 1958—1962 годах — проректор Чилийского университета.

## Сочинения
- опера «Мария Магдалина»
- симфоническая поэма «Сельская жизнь» / La vida del campo (1937)
- Дивертисмент / Divertismento (1955)
- «Сонеты смерти» для голоса с оркестром / Sonetos de la Muerte (1948, на стихи Габриэлы Мистраль)
- симфоническая сюита «Акулеу» / Aculeu (1955)
- концерт для гитары с оркестром (1960)
- «Гротескная сюита» для фортепиано / Suite grotesca (1936)
- камерно-инструментальные ансамбли
- соната для скрипки и фортепиано (1949)
- Сонатина для скрипки и фортепиано (1953)
- струн. квартет (1939)
- квартет для саксофонов (1958)
- Вариации (1948)
- Четыре пьесы (1964)

## Награды
- 1968 — Национальная премия Чили по искусству[исп.]